# Demon koji sjedi
"Demon koji sjedi" (1890.) — djelo slikara ruskog postimpresionizma Mihaila Vrubelja.

## Povijest nastanka slike
1891. godine Mihail Vrubelj je naslikao trideset ilustracija za jubilejno izdanje djela M. Ljermontova u redakciji P.P. Končalovskog. Najveći dio radova odnosio se na Ljermontovljevu poemu "Demon". Skica slike je bila stvorena 1890. godine, čuva se u  Državnoj galeriji "Tretjakov". Vrubelj je naslikao "Demona koji sjedi" u Moskvi u domu Savve Mamontova, ruskog poduzetnika i mecene.

## Siže
Siže slike je nadahnut Ljermontovljevom poemom "Demon". Vrubelj je pisao o svojem radu: 
Demon je duh koji nije toliko zao, koliko pati i koliko je sjetan, usprkos tome on je duh zapovijedan, veličanstven... (Iz pisma oca A. Vrubelja, 1886., Harkov)
Demon je lik snage ljudskog duha, nutarnje borbe, sumnji. Tragično spojivši ruke, Demon sjedi s tužnim, velikim očima uperenima u daljinu, okružen čudesnim cvijećem. U pozadini slike je planinski kraj u grimiznom zalasku sunca. Kompozicija podcrtava tegobnost figure demona, koji je kao prikliješten između gornje i donje rame slike. 
"Demon" je naslikan individualnim stilom Vrubelja s efektom kristalnih bridova, zbog čega njegova slika više nalikuje na vitraj ili pano. Takav efekt je postigao s pomoću ravnih poteza slikarskom lopaticom.

## Drugi radovi
Lik demona se često susreće u stvaralaštvu Mihaila Vrubelja. 1899. godine umjetnik slika "Demona koji leti", gdje je demon prikazan kao moćni vladar svijeta. Od 1901. do 1902. godine mukotrpno dovršava svoj posljednji rad - "Srušeni demon" u kojemu se junak nalazi na granici pogibelji.

## Galerija
- Tamara i Demon
- Srušeni demon
- Marka izdana povodom 135 godina od rođenja Vrubelja

## Vanjske poveznice
- Vrubel-lermontov.ru: slike i crteži Vrubelja nadahnuti Ljermontovljevom poezijom
- Vrubel-lermontov.ru: skica slike